# Temperatura atmosférica

Comparação gráfica da Temperatura atmosférica de 1962 nos Estados Unidos, constando: densidade do ar, pressão, velocidade do som e temperaturas com altitudes aproximadas dos objetos.

Temperatura atmosférica é um conjunto de medições de temperatura obtidos a diferentes níveis da atmosfera terrestre. Esses valores são influenciados por uma série de fatores, incluindo: radiação solar, humidade (português europeu) ou umidade (português brasileiro) e altitude.
Em se discutindo a temperatura na superfície da Terra, a variação de temperatura anual em qualquer localização geográfica, depende em grande parte, do tipo de bioma do local, como aferido na Classificação climática de Köppen-Geiger. 